# Mercedes-Benz SLS AMG GT3
Pour les articles homonymes, voir GT3.
Chronologie des modèles
Mercedes-AMG GT3
La Mercedes-Benz SLS AMG GT3 est une voiture de course développée et construite par le constructeur allemand Mercedes-Benz pour courir dans la catégorie GT3 de la Fédération internationale de l'automobile. Elle est dérivée de la Mercedes-Benz SLS AMG, d'où elle tire son nom.

## Aspect technique

### Motorisation
Le moteur utilisée est le même que celui montée dans la Mercedes-Benz SLS AMG. Des brides d'admission d'air sont montées pour garantir une balance de performance équitable avec les autres modèles de la catégorie GT3. La puissance du moteur passe donc de 571 ch à environ 550 ch. De plus, la lubrification du moteur s'effectue dorénavant par carter sec.

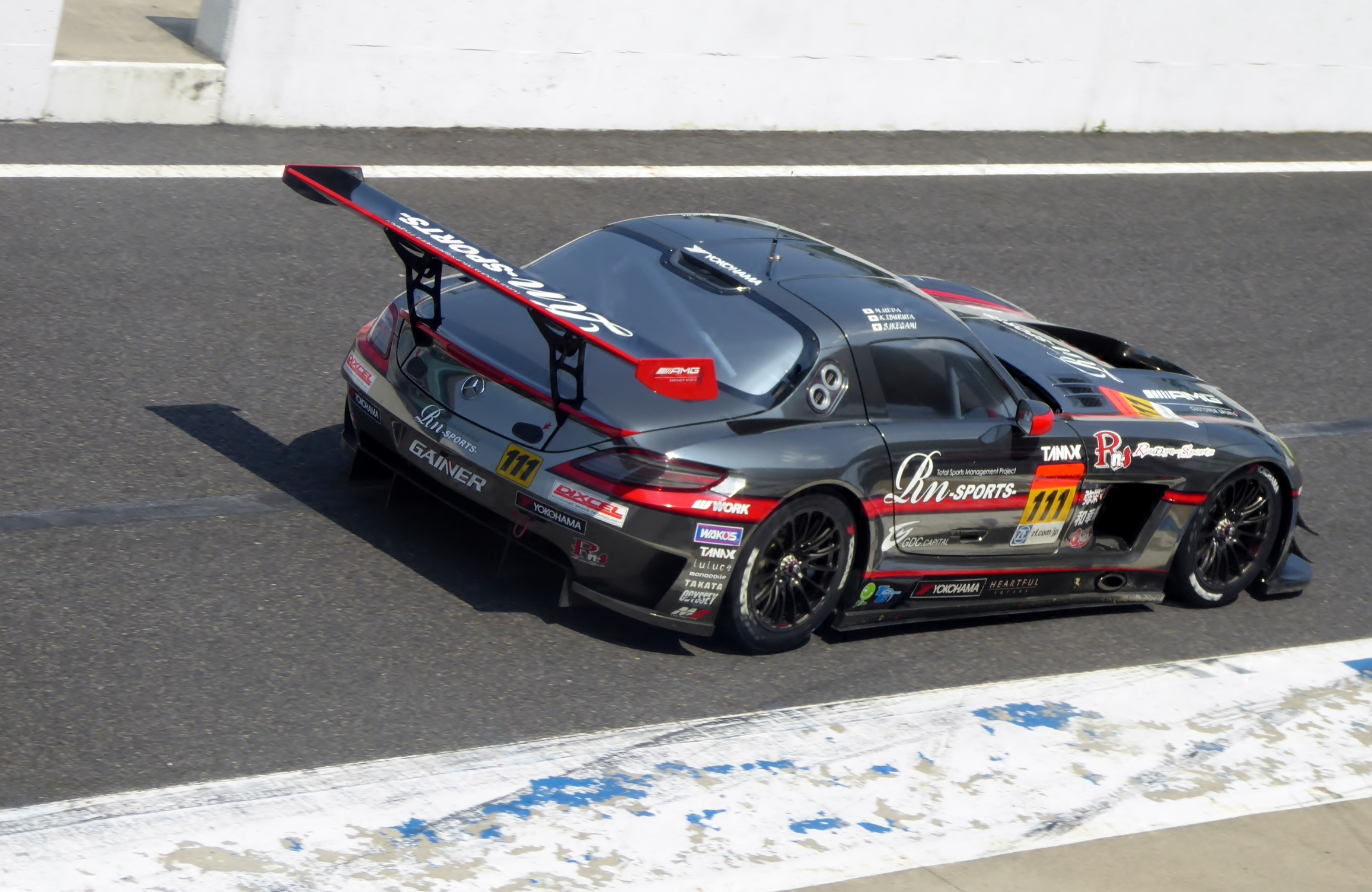
La SLS AMG GT3 à Suzuka.

### Châssis et carrosserie
La masse de la voiture passe de 1 610 kg (pour le modèle de série) à 1 350 kg pour la version GT3. Le châssis est de type autoporteur et il intègre un arceau en acier imposé par le règlement. En plus de cet arceau, Mercedes y inclut une coque en fibre de carbone issu de ses modèles concourant en DTM. Outre les portière qui sont en aluminium, de nombreux éléments de carrosserie sont en fibre de carbone.

## Histoire en compétition
La Mercedes-Benz SLS AMG GT3 est destinée à être vendue à des écuries privées. Son prix est de 334 000 euros hors taxe.

## Dans la culture populaire
La SLS AMG GT3 est présente dans le jeu Assetto Corsa.